# 坎佩罗县
坎佩羅县（西班牙語：Provincia de Campero），是玻利維亞的县份，位於該國中部，屬於科恰班巴省的一部分，县府設於艾基萊，面積5,550平方公里，2001年人口37,011，人口密度每平方公里6.7人。